# ブーリン家の姉妹 (映画)
『ブーリン家の姉妹』（ブーリンけのしまい、原題: The Other Boleyn Girl）は、2008年公開のアメリカ合衆国・イギリス合作映画。フィリッパ・グレゴリーによる同名小説を原作としている（同原作の映像化は2003年にもBBCにてテレビ版が製作されている）。

## ストーリー
16世紀のイギリスを舞台に、後にヘンリー8世の寵愛を受けることになるアン・ブーリンとその妹メアリー・ブーリンの姉妹（ただし史実においてはメアリーを姉とする説もある）を巡る歴史劇である。

## キャスト
| 役名                       | 俳優                               | 日本語吹替 | 日本語吹替 |
| 役名                       | 俳優                               | ソフト版   | VOD版      |
| -------------------------- | ---------------------------------- | ---------- | ---------- |
| アン・ブーリン             | ナタリー・ポートマン               | 佐古真弓   | 落合るみ   |
| メアリー・ブーリン         | スカーレット・ヨハンソン           | 加藤忍     | 高橋理恵子 |
| ヘンリー8世                | エリック・バナ                     | 吉見一豊   | 森川智之   |
| ジョージ・ブーリン         | ジム・スタージェス                 | 藤原堅一   | 川島得愛   |
| トーマス・ブーリン         | マーク・ライランス                 | 小島敏彦   | 村治学     |
| エリザベス・ブーリン       | クリスティン・スコット・トーマス   | 野村須磨子 | 一柳みる   |
| ノーフォーク公             | デヴィッド・モリッシー             | 内田直哉   | 水内清光   |
| ウィリアム・ケアリー       | ベネディクト・カンバーバッチ       |            | 内田夕夜   |
| ヘンリー・パーシー         | オリヴァー・コールマン             |            |            |
| キャサリン・オブ・アラゴン | アナ・トレント                     | 福田如子   | 塩田朋子   |
| ウィリアム・スタッフォード | エディ・レッドメイン               |            |            |
| 乗り手                     | トム・コックス                     |            |            |
| 医者                       | マイケル・スマイリー               |            | 佐々木睦   |
| 侍女                       | モントセラト・ロイグ・ド・ピュイグ |            |            |
| ジェーン・パーカー         | ジュノー・テンプル                 |            |            |
| トマス・クロムウェル       | イアイン・ミッチェル               |            |            |
| フランシス・ウェストン     | アンドリュー・ガーフィールド       |            |            |
| ブランドン                 | マーク・ルイス・ジョーン           |            |            |
| ジェーン・シーモア         | コリーヌ・ギャロウェイ             |            |            |
| 王の使者                   | アルフィー・アレン                 |            |            |
| 若いヘンリー               | ジョゼフ・ムーア                   |            |            |
| メアリー・タルボット       | ティファニー・フレイスバーグ       |            |            |
| クランマー大司教           | ビル・ウィィス                     |            |            |
| 産婆                       | ジョアンナ・スキャンラン           |            |            |
| 若いキャサリン             | ブローディー・ジャッジ             |            |            |
| 小さなヘイリー             | オスカー・ネーガス                 |            |            |
| 若いエリザベス             | メイジー・スミス                   |            |            |
| 若いアン                   | デイジー・ドイジ＝ヒル             |            |            |
| 若いメアリー               | キッジー・フェイゼット             |            |            |
| 若いジョージ               | フィントン・ライリー               |            |            |
| メイド                     | エマ・ノックス                     |            |            |
| 小さなキャサリン           | ポピー・ハースト                   |            |            |
| メアリー1世                | コンスタンス・ストライド           |            |            |

- その他の声の吹き替え（ソフト版）：神野崇／佐藤美一／浅野雅博／若原美紀／金子達／高桑満／斉藤千恵子／向井修／深尾眞理／戸田亜紀子／東正実／利根健太朗／志村由美

## スタッフ
- 監督：ジャスティン・チャドウィック
- 製作：アリソン・オーウェン
- 製作総指揮：スコット・ルーディン、デヴィッド・M・トンプソン
- 原作：フィリッパ・グレゴリー
- 脚本：ピーター・モーガン
- 撮影：キアラン・マクギガン
- プロダクションデザイン：ジョン＝ポール・ケリー
- 衣装デザイン：サンディ・パウエル
- 編集：ポール・ナイト、キャロル・リトルトン
- 音楽：ポール・カンテロン

## 製作の背景
主人公となるブーリン姉妹には、アン役にナタリー・ポートマン、メアリー役にスカーレット・ヨハンソンと、若手の二大女優を配し、両者の初共演となった。ヘンリー8世役にはエリック・バナが配役された。衣装は、『恋におちたシェイクスピア』『アビエイター』でアカデミー賞を受賞したサンディ・パウエルが担当した。
撮影は2006年9月から12月の間に行われた。公開は、当初2007年内を予定していたが、翌年の2月に延期し同年8月30日より約1ヶ月の追加撮影を行っている。
2008年2月15日に第58回ベルリン国際映画祭にてプレミア上映が行われた。

### 興行収入
2008年2月29日より、アメリカ国内1166館で封切られ、初日3日間で約820万ドルの興収を稼ぎ、その週末のランキングで4位につけた。1館辺りのアベレージでは、拡大公開（Wide release）された作品の中ではもっとも高い数値を記録している。世界興収では現時点で約6800万ドルとなっている。このまずまずの成績を受け、一部報道では、原作者のグレゴリーによるアン・ブーリンの従妹のキャサリン・ハワード（彼女も後にヘンリー8世の妻となる）を主人公とした『The Boleyn Inheritance』の映画化が企画されているという話も出ている。

## 関連映画作品
- わが命つきるとも（1966年）
- 1000日のアン（1969年）